# Accident d'un Fokker F50 de Jetways Airlines
Le 18 janvier 2024, un Fokker F50 de Jetways Airlines effectuant un vol de Mogadiscio à Ceel Barde dans la région de Bakool, en Somalie, a quitté la piste à son arrivée à destination et a heurté une maison, la détruisant. Il n'y avait aucun passager à bord du vol mais quatre membres d'équipage transportaient de l'aide humanitaire en provenance de la capitale somalienne. Le commandant a été tué, le copilote a survécu avec de graves blessures, les deux autres occupants ont été choqués. 

## Avion
L'avion impliqué est un Fokker F50, immatriculé 5Y-JWG et portant le numéro de série 20191. Il entre en service en 1990 pour NLM CityHopper (en). Il a ensuite fonctionné pour KLM Cityhopper, avant d'être converti pour le fret puis de passer chez MiniLiner (en) et Jetcom. Il a été acheté par Jetways Airlines, une société kenyane, en 2017.

## Accident
L'aéroport d'Elbarde a confirmé l'accident, signalant que l'avion transportait quatre travailleurs de l'ONU du Programme alimentaire mondial ; l'avion a heurté une maison à l'extérieur de l'aéroport lors d'une tentative de remise de gaz après que l'une des jambes de train d'atterrissage ne s'est pas déployée. 
El Barde abrite un bureau d'Action contre la faim. Le Conseil néerlandais de sécurité enquête sur l'accident